# خالد الزهراني
خالد الزهراني حكم كرة قدم سعودي دولي تسلم الشارة الدولية عام 2008. أدار مباراة مثبرة للجدل بين نادي الاتفاق و نادي النصر في الدمام، كانت أحداثها شغب جماهيري بعدها أعطي الشارة الدولية وهو من حكام نخبة آسيا.[بحاجة لمصدر]
يقيم في مدينة الباحة متزوج ولديه ثلاث بنات وولدان